# Calcio ai Giochi della XXIII Olimpiade - Qualificazioni
Le qualificazioni al torneo di calcio alla XXIII Olimpiade furono disputate da 93 squadre (20 europee, 6 sudamericane, 15 nord e centroamericane, 30 africane e 22 asiatiche).
Gli Stati Uniti (Paese ospitante) e la Cecoslovacchia (Campione olimpico in carica) ottennero la qualificazione automatica al torneo. Ad esse, si sarebbero aggiunte 4 squadre dall'Europa, 2 dal Sud America, 2 dal Nord/Centro America, 3 dall'Africa e 3 dall'Asia.

## Squadre qualificate
- Arabia Saudita
- Brasile
- Camerun
- Canada
- Cecoslovacchia[1]
- Cile
- Costa Rica
- Egitto

- Francia
- Germania Est[2]
- Iraq
- Jugoslavia
- Marocco
- Qatar
- Stati Uniti
- Unione Sovietica[3]